# Rasmus Christian Quaade
Rasmus Christian Quaade (Copenaghen, 7 gennaio 1990) è un ex ciclista su strada e pistard danese, attivo in formazioni UCI dal 2009 al 2021.
Su strada si è aggiudicato un titolo europeo Under-23 a cronometro; su pista ha invece vinto il bronzo nell'inseguimento a squadre ai Giochi olimpici 2016 a Rio de Janeiro e un argento e due bronzi nella stessa specialità ai campionati del mondo.

## Palmarès

### Strada
- 2007 (Juniores)

Sjællandsmesterskab, prova a cronometro Juniores
- 2010 (Designa Køkken-Blue Water, due vittorie)

Campionati danesi, Prova a cronometro under-23
Chrono Champenois (cronometro)
- 2011 (Concordia Forsikring-Himmerland, tre vittorie)

Campionati danesi, Prova a cronometro under-23
Cronometro di Aarhus
Campionati danesi, Prova a cronometro
- 2012 (Blue Water Cycling, due vittorie)

Campionati danesi, Prova a cronometro under-23
Campionati europei, Prova a cronometro under-23
- 2014 (Team Trefor-Blue Water, due vittorie)

Campionati danesi, Prova a cronometro
Chrono Champenois (cronometro)
- 2017 (Giant-Castelli, una vittoria)

3ª tappa Ronde de l'Oise (Sérifontaine > Ressons-sur-Matz)
- 2018 (BHS-Almeborg Bornholm, due vittorie)

Classic Loire-Atlantique
Duo Normand (cronocoppie, con Martin Tøft Madsen)
- 2019 (Riwal Readynez Cycling Team, due vittorie)

Fyen Rundt
Duo Normand (cronocoppie, con Mathias Norsgaard)

#### Altri successi
- 2008 (Juniores)

Campionati danesi, Cronosquadre Juniores
- 2010 (Designa Køkken-Blue Water)

Cronometro di Værløse (con Niki Byrgesen)
Distriktsmesterskab
Tissø Cykel Rings Enkeltstart
- 2013 (Team Trefor)

Tissø Cykel Rings Enkeltstart
Ringsted
Cronometro di Nakskov
Roskilde
- 2014 (Team Trefor-Blue Water)

DBC
Post Cup, CK Kronborg

### Pista
- 2007

Tre giorni di Ballerup, Americana Juniores (con Patrick Henriksen)
Campionati danesi, Inseguimento individuale Juniores
- 2008

Campionati danesi, Inseguimento a squadre Juniores (con Patrick Henriksen, Niki Byrgesen e Laurits Enevoldsen)
- 2009

Campionati danesi, Inseguimento individuale
- 2012

2ª prova Coppa del mondo 2012-2013, Inseguimento a squadre (Glasgow, con Casper von Folsach, Lasse Norman Leth e Mathias Møller Nielsen)
- 2017

Campionati danesi, Inseguimento a squadre (con Casper Pedersen, Casper Von Folsach e Mikkel Bjerg)

## Piazzamenti

### Classiche monumento
- Liegi-Bastogne-Liegi

2015: ritirato

### Competizioni mondiali
- Campionati del mondo su strada

Mendrisio 2009 - Cronometro Under-23: 9º
Geelong 2010 - Cronometro Under-23: ritirato
Geelong 2010 - In linea Under-23: ritirato
Copenaghen 2011 - Cronometro Under-23: 2º
Limburgo 2012 - Cronometro Under-23: 5º
Toscana 2013 - Cronometro Elite: 6º
Ponferrada 2014 - Cronometro Elite: 13º
Richmond 2015 - Cronometro Elite: 21º
- Campionati del mondo su pista

Ballerup 2010 - Inseguimento a squadre: 4º
Apeldoorn 2011 - Inseguimento a squadre: 9º
Melbourne 2012 - Inseguimento a squadre: 7º
Minsk 2013 - Inseguimento a squadre: 3º
Minsk 2013 - Inseguimento individuale: 7º
Cali 2014 - Inseguimento a squadre: 2º
St. Quentin-en-Yvelines 2015 - Inseguimento a squadre: 11º
Londra 2016 - Inseguimento a squadre: 3º
- Giochi olimpici

Londra 2012 - Inseguimento a squadre: 5º
Rio de Janeiro 2016 - Inseguimento a squadre: 3º

### Competizioni europee
- Campionati europei su strada

Hooglede-Gits 2009 - Cronometro Under-23: 3º
Glasgow 2018 - Cronometro Elite: 9º
Goes 2012 - Cronometro Under-23: vincitore
Goes 2012 - In linea Under-23: ritirato
Glasgow 2018 - Cronometro Elite: 9°
- Campionati europei su pista

Apeldoorn 2011 - Inseguimento a squadre: 2º
Grenchen 2015 - Inseguimento a squadre: 3º
- Giochi europei

Baku 2015 - Cronometro: 5ª